# Băile Herculane
Băile Herculane (en llatí: Aqua Herculis; en alemany: Herkulesbad; en hongarès: Herkulesfürdő; en txec: Herkulovy Lázně; en turc: Lazarethane) és una ciutat del Banat de Romania, al comtat de Caraș-Severin, situada a la vall del riu Cerna, entre les muntanyes Mehedinți a l'est i les muntanyes Cerna a l'oest, amb una altitud de 168 metres. La seva població actual és aproximadament de 5.000.
La ciutat administra el poble de Pecinișca (en hongarès: Pecsenyeska; de 1912 a 1918 Csernabesenyő).

## Història
La ciutat termal de Băile Herculane té una llarga història d'assentaments humans. Nombrosos descobriments arqueològics mostren que la zona ha estat habitada des de l'època paleolítica. La Peștera Hoților (Cova dels Lladres), conté diversos nivells, inclòs un del període Mosterià, un del període Mesolític (Epigravettian tardà) i diversos del Neolític posterior.

La llegenda diu que el cansat Hèrcules es va aturar a la vall per banyar-se i descansar. Les talles de pedra desenterrades mostren que la visita d'aristòcrates romans va convertir la ciutat en un centre d'oci romà. S'han descobert sis estàtues d'Hèrcules de l'època. Una rèplica de bronze d'una d'elles, modelada el 1874, s'erigeix com un referent al centre de la ciutat. Les tropes austríaques i otomanes van enfrontar-se aquí després de la victòria otomana a la batalla de Mehadia el 30 d'agost de 1788. Els otomans van guanyar la batalla, van prendre la ciutat el 7 de setembre de 1788 i van avançar fins a Caransebeș. Els austríacs van recuperar-la a finals de setembre de 1789.

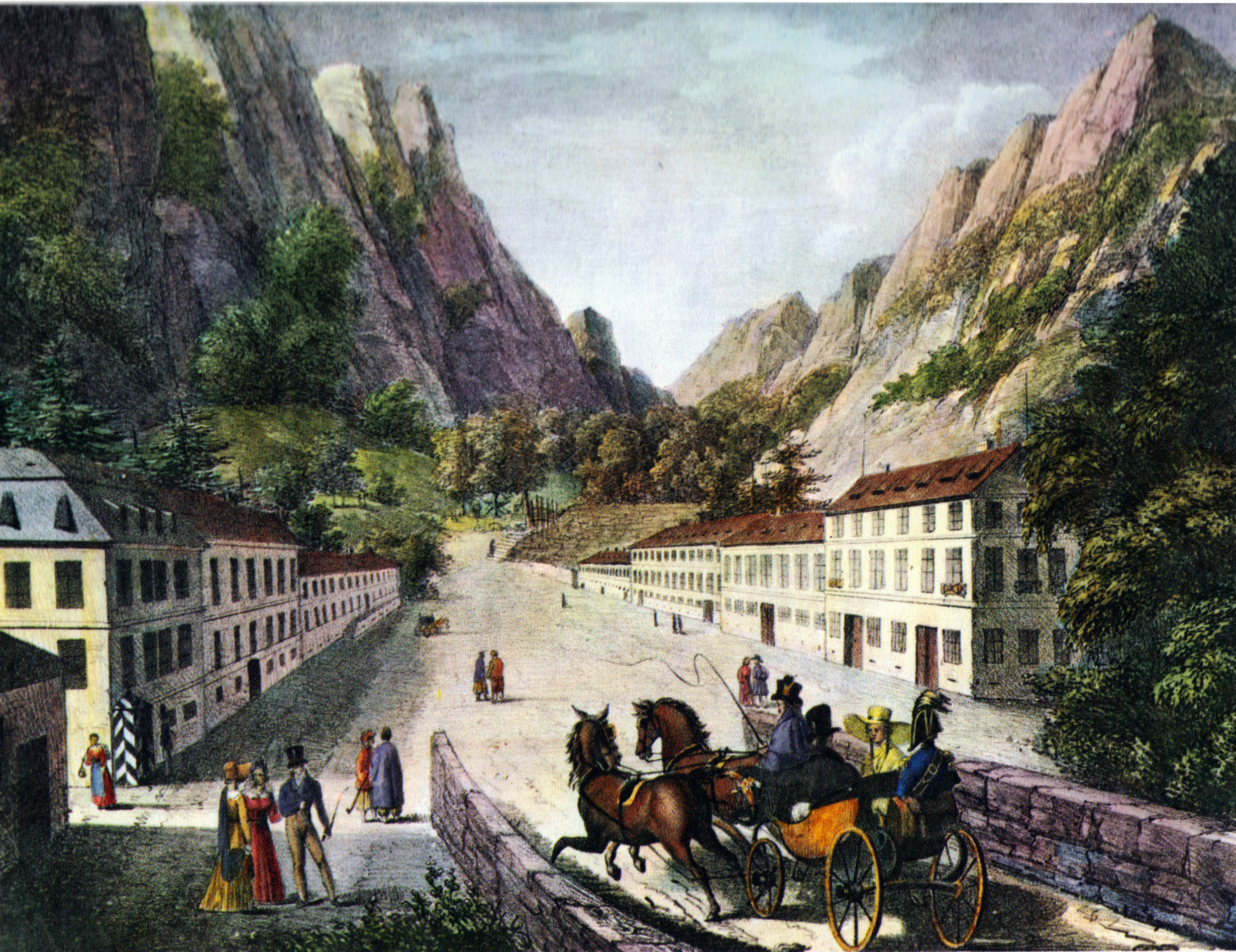
La ciutat el 1824
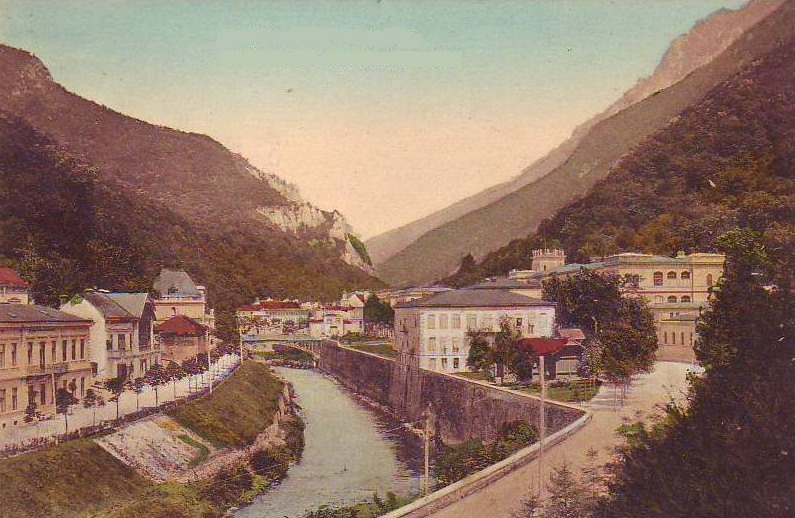
La ciutat cap al 1900
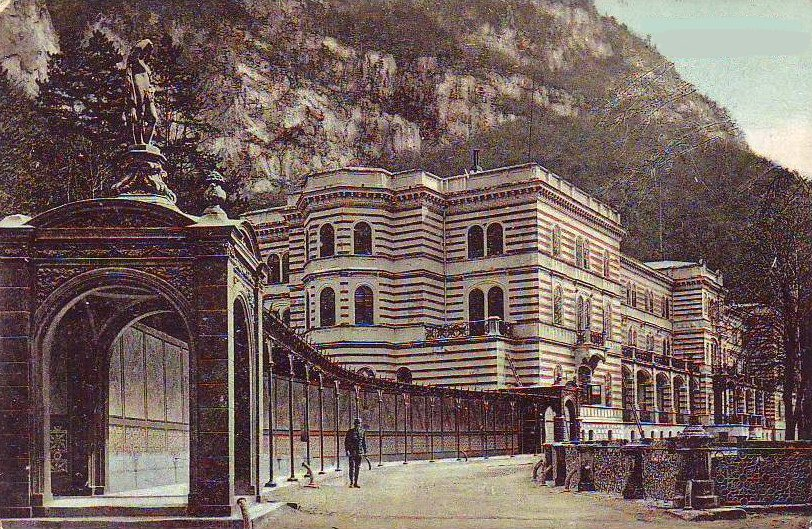
La ciutat cap al 1900
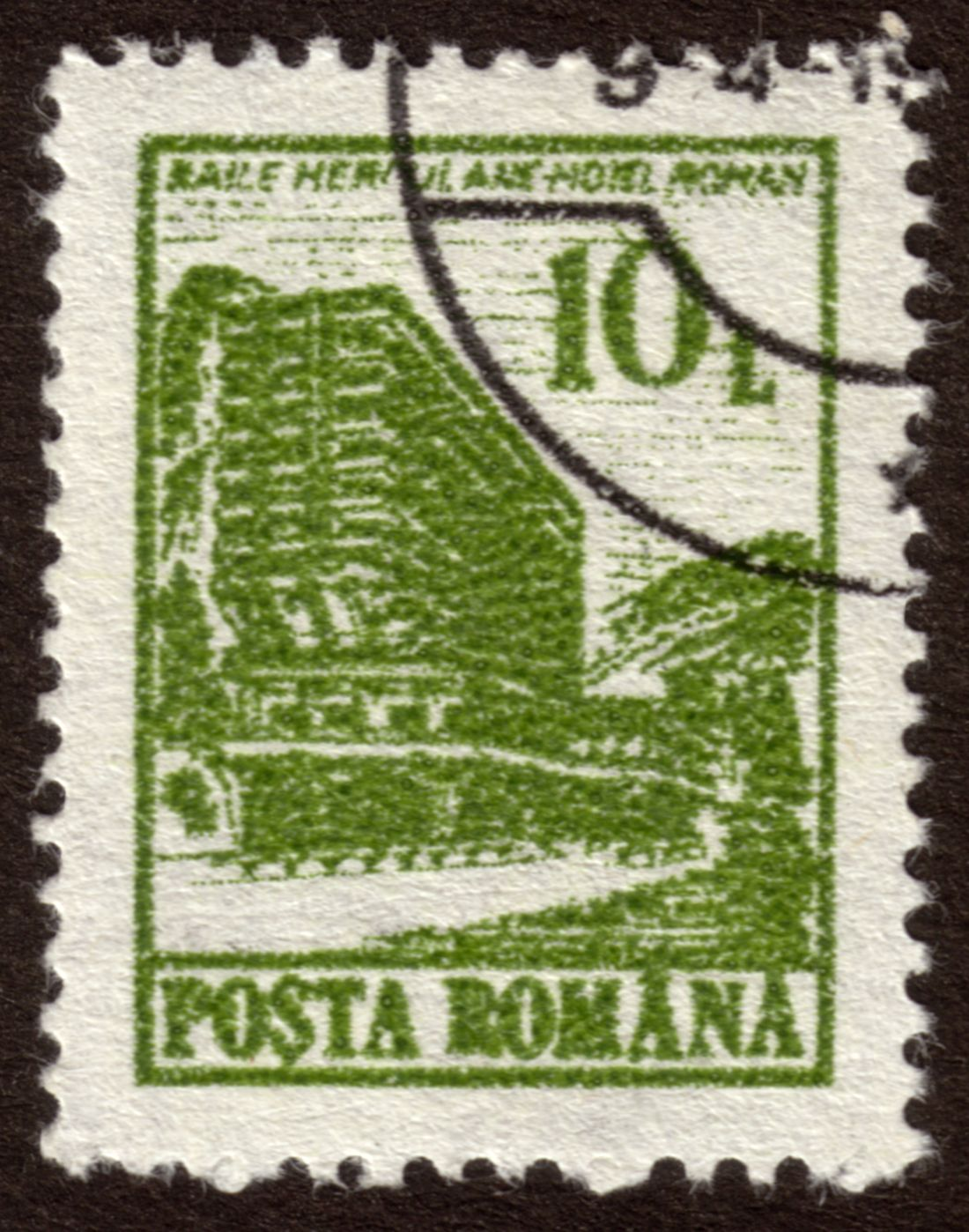
Segell romanès de l'Hotel Roman

## El modern spa
En els temps moderns, la ciutat termal ha estat visitada per les seves suposades propietats curatives naturals: aigües termals amb sofre, clor, sodi, calci, magnesi i altres minerals, així com aire ionitzat negativament. Abans de la Segona Guerra Mundial, quan es va construir el primer hotel modern (és a dir H Cerna, 1930) va continuar sent una destinació popular entre els europeus occidentals. Durant el govern comunista, es van construir instal·lacions de turisme massiu, com ara els hotels de formigó de 8 a 12 pisos romans, Hèrcules A, Hèrcules B, Afrodita, Minerva, Diana, UGSR, etc., que dominen l'horitzó.
Va ser visitat per tota mena de persones, però va ser especialment popular entre els empleats i els jubilats, que hi gastarien els vals de vacances assignats per l'estat amb l'esperança de millorar la seva salut. Avui comparteixen la ciutat amb una gent més jove. Les noves pensions i hotels de propietat privada van aparèixer després del 1989, a la vora del riu Cerna / Tiena, estenent-se des de l'estació de tren fins al final de la presa hidroelèctrica. Alguns dels edificis de l'era austrohongaresa estan abandonats de moment, inclosos molts dels banys, a causa de la mala gestió després de la privatització.

## Galeria d'imatges

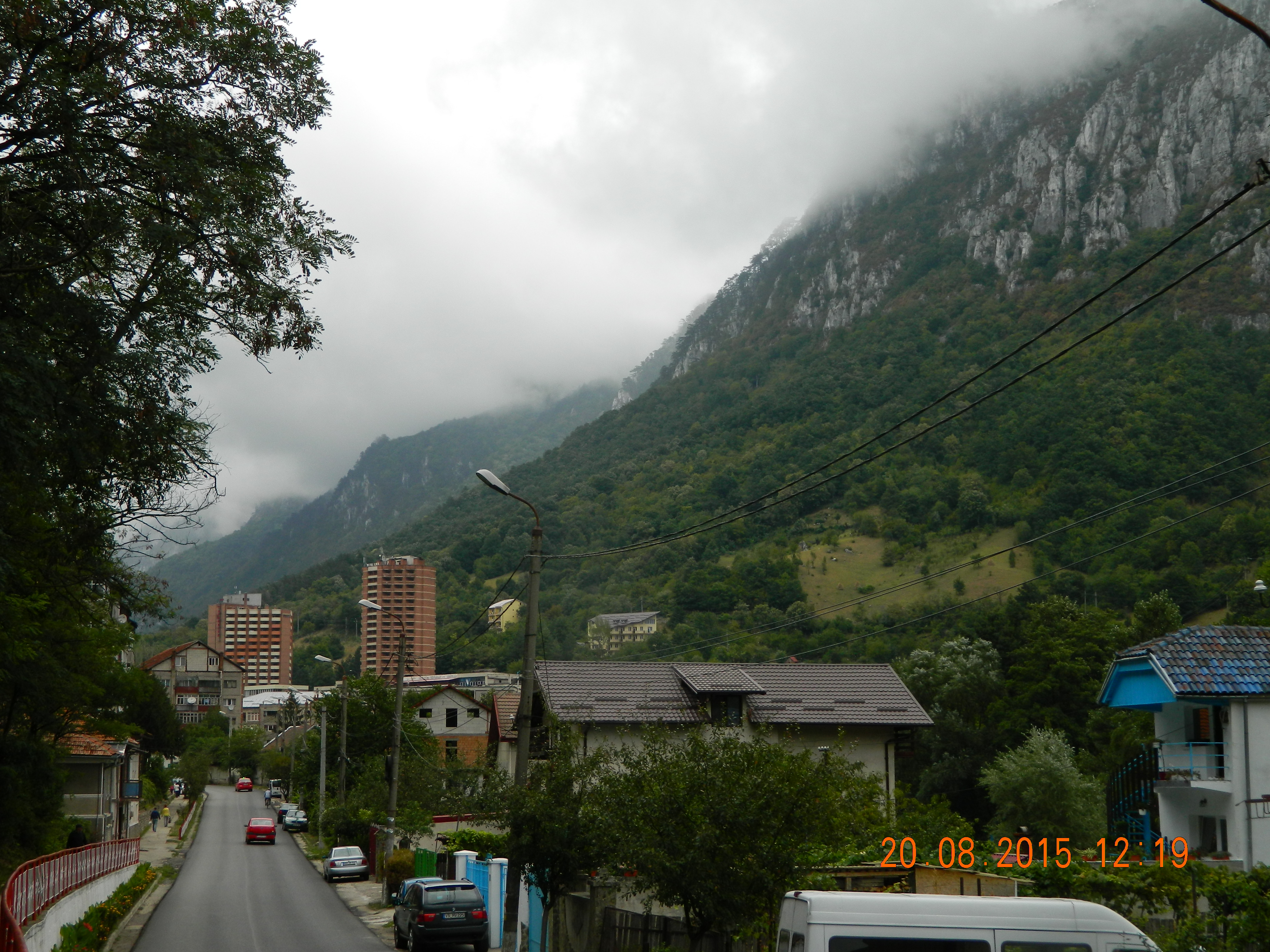
Carretera principal que entra al complex
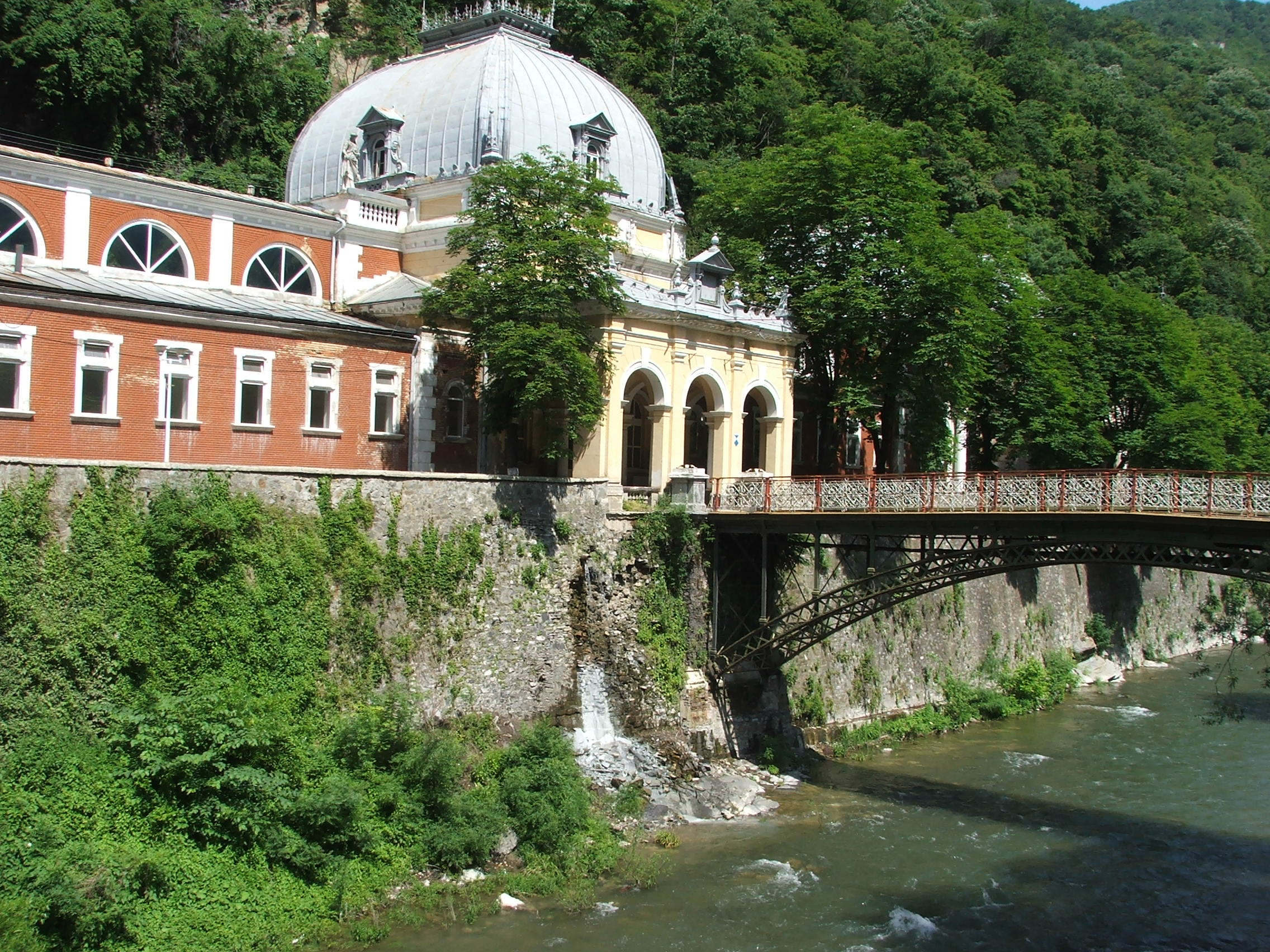
Spa
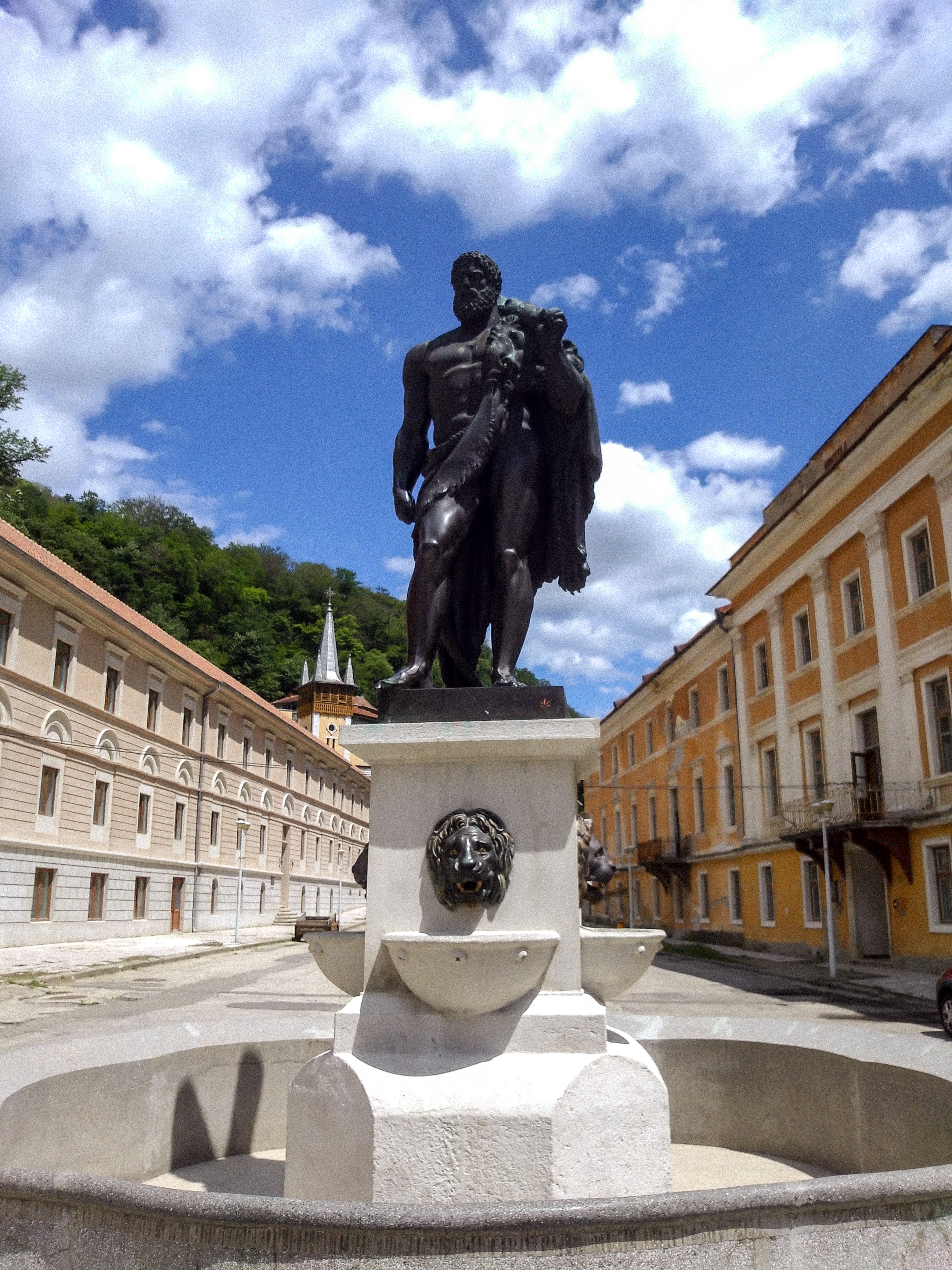
Estàtua d'Hèrcules
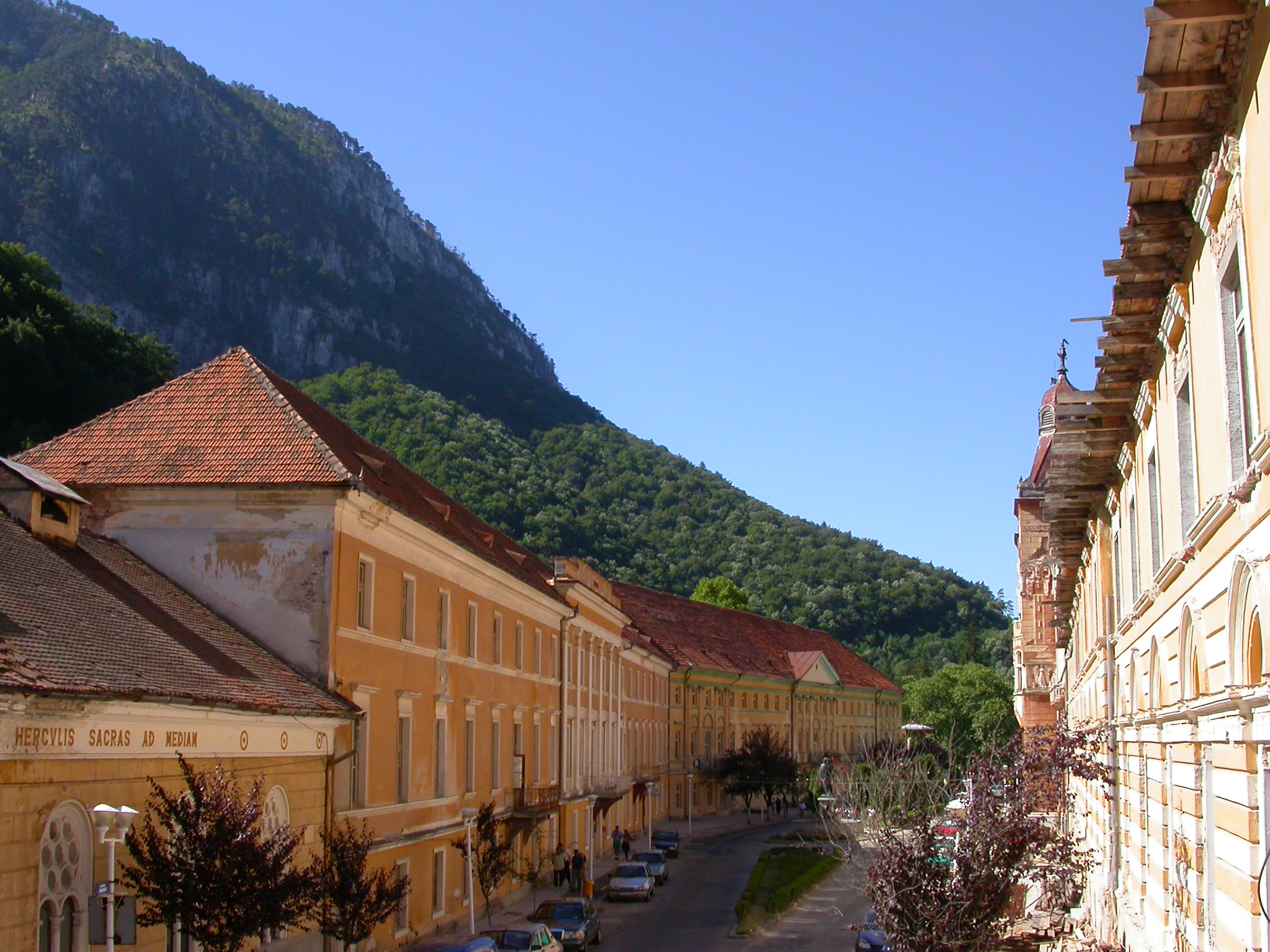
Plaça Hèrcules
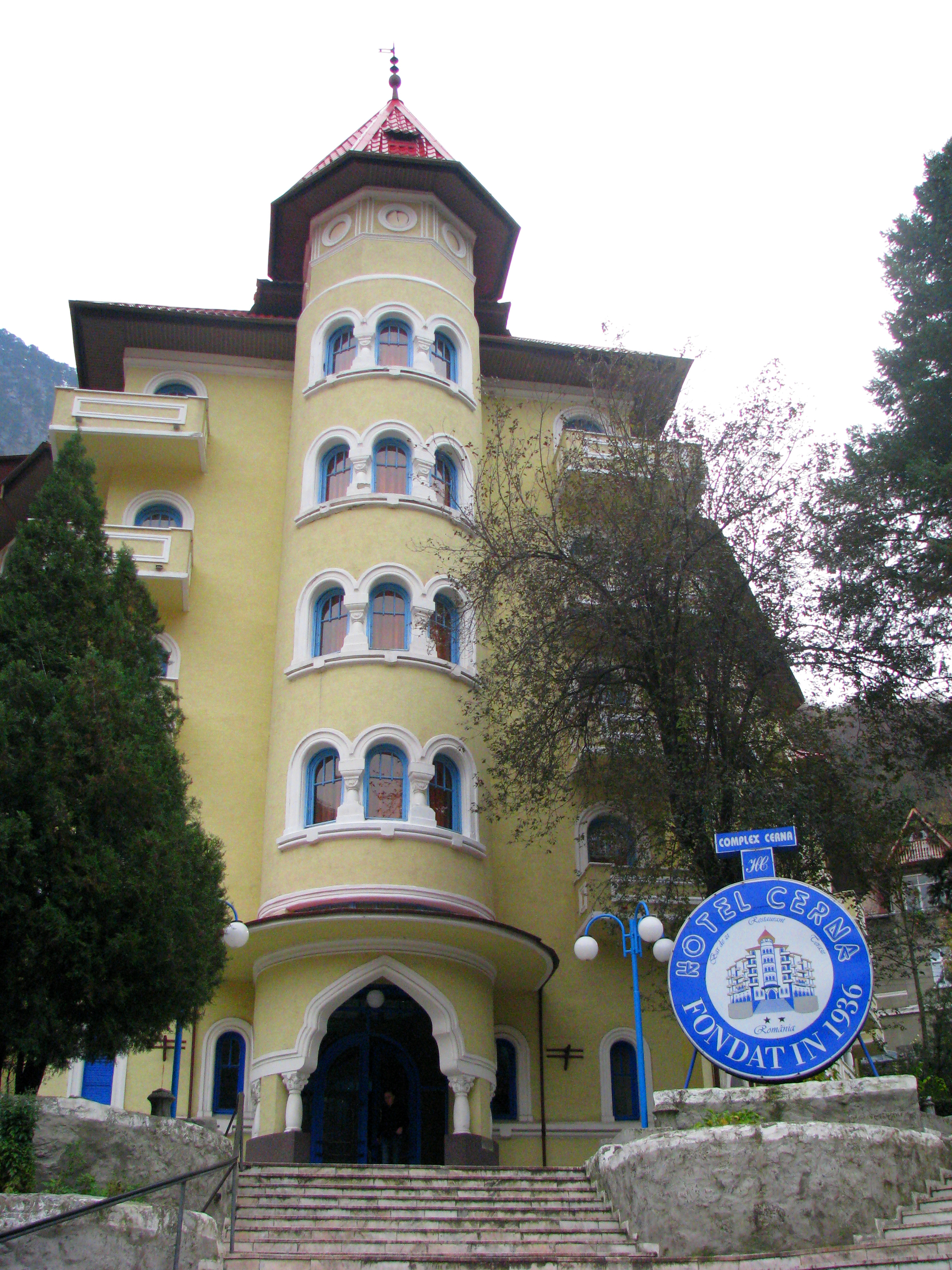
Hotel Cerna, fundat el 1936
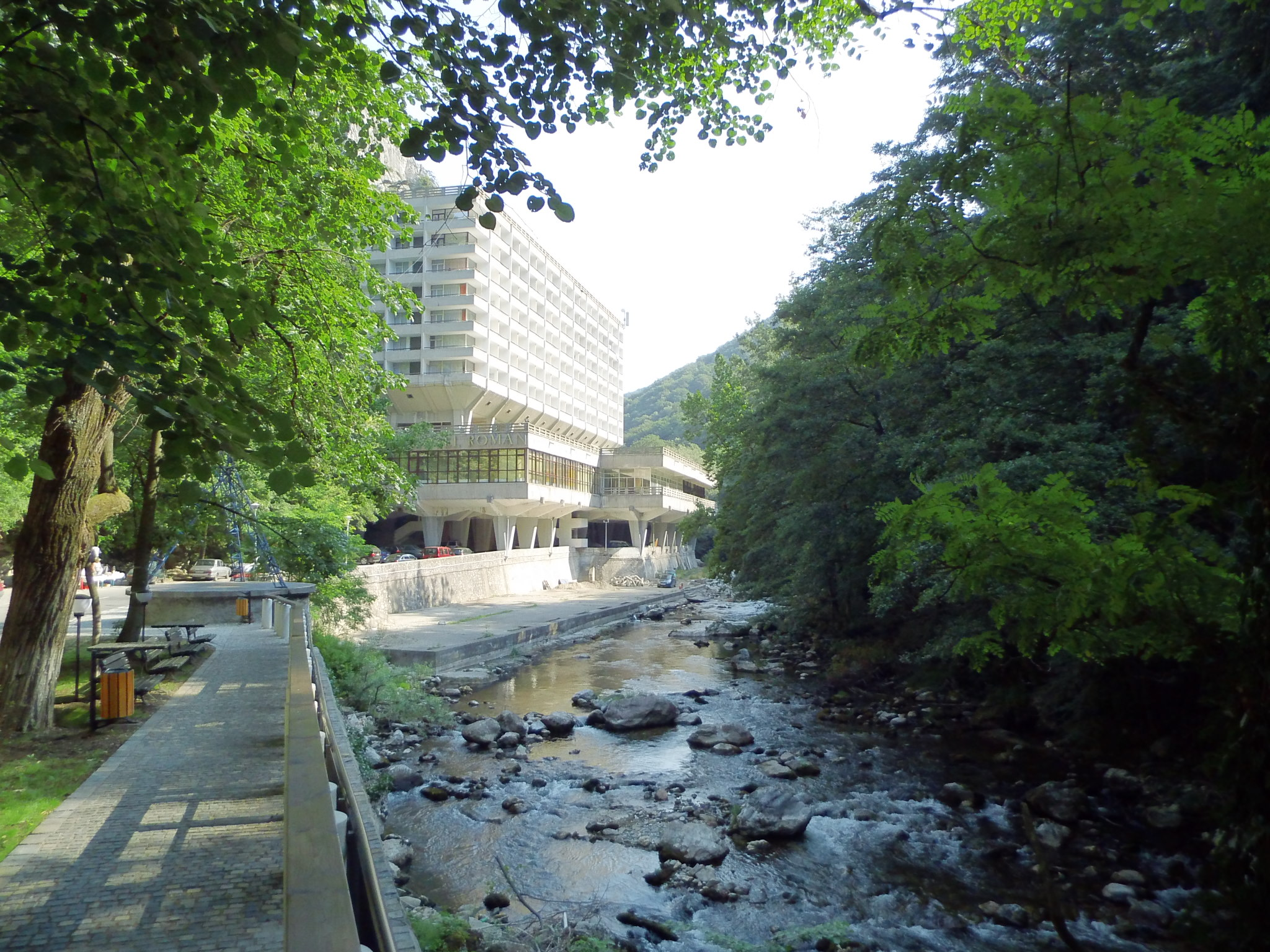
Hotel Romà
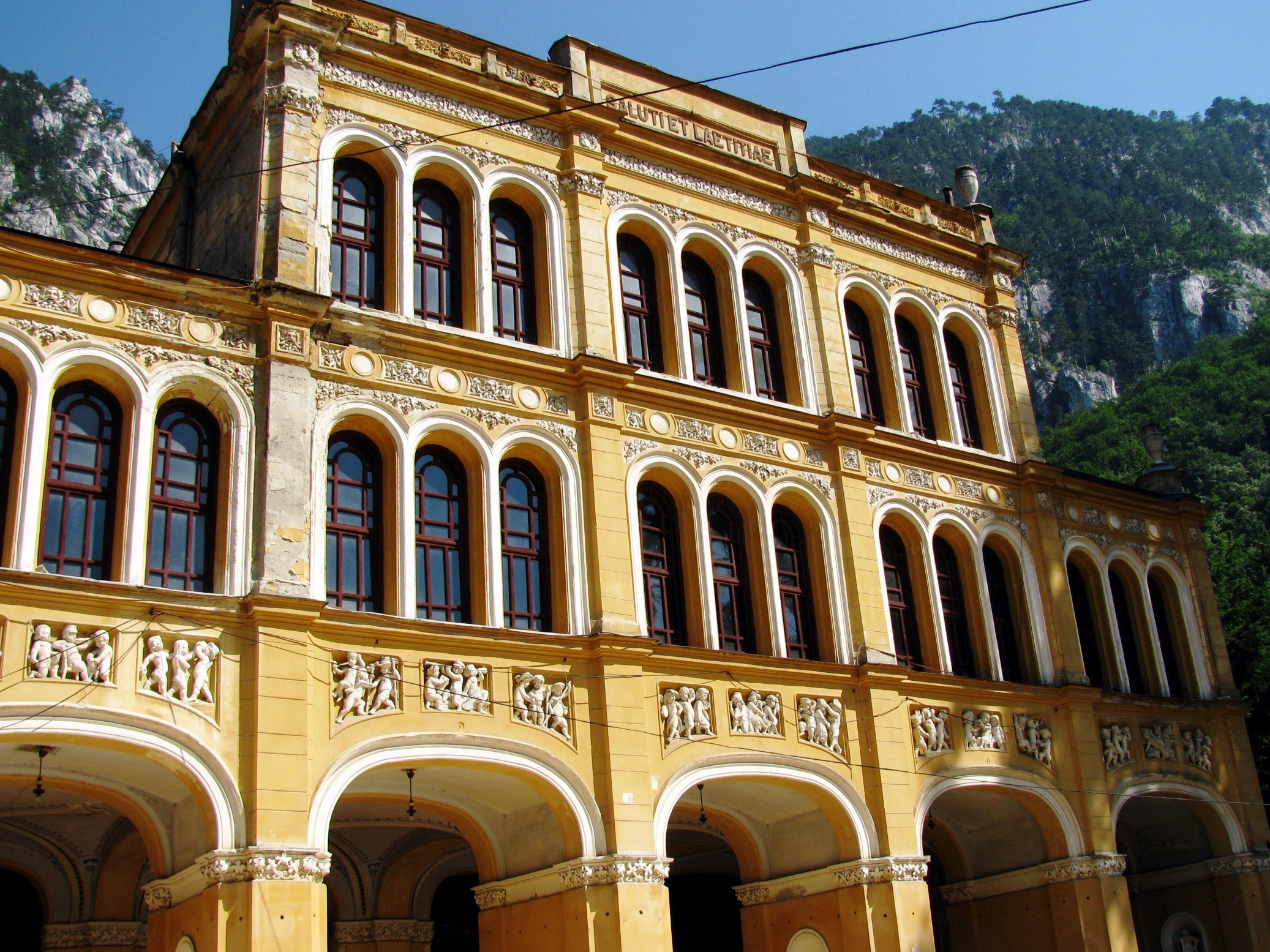
El Casino
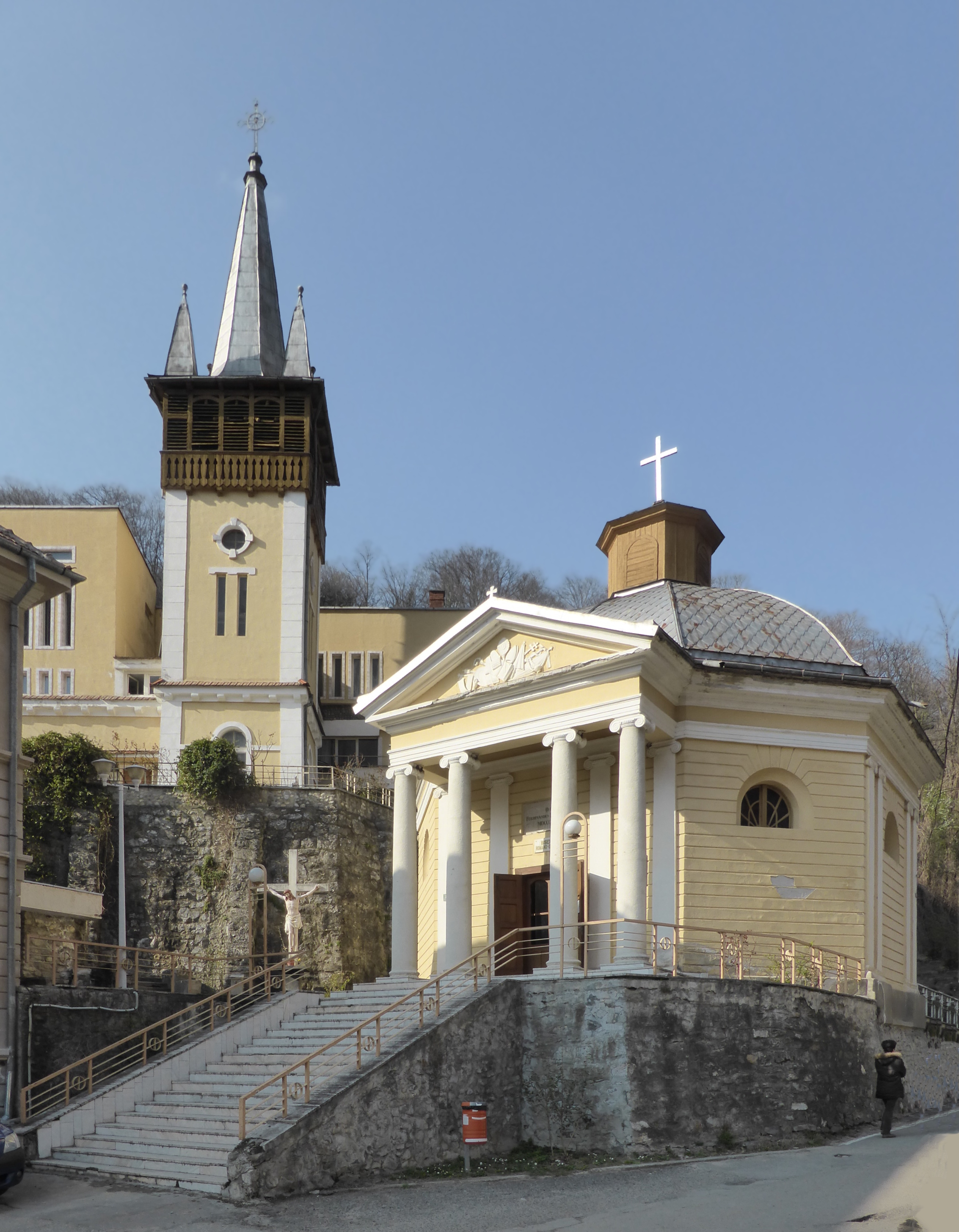
Església catòlica romana
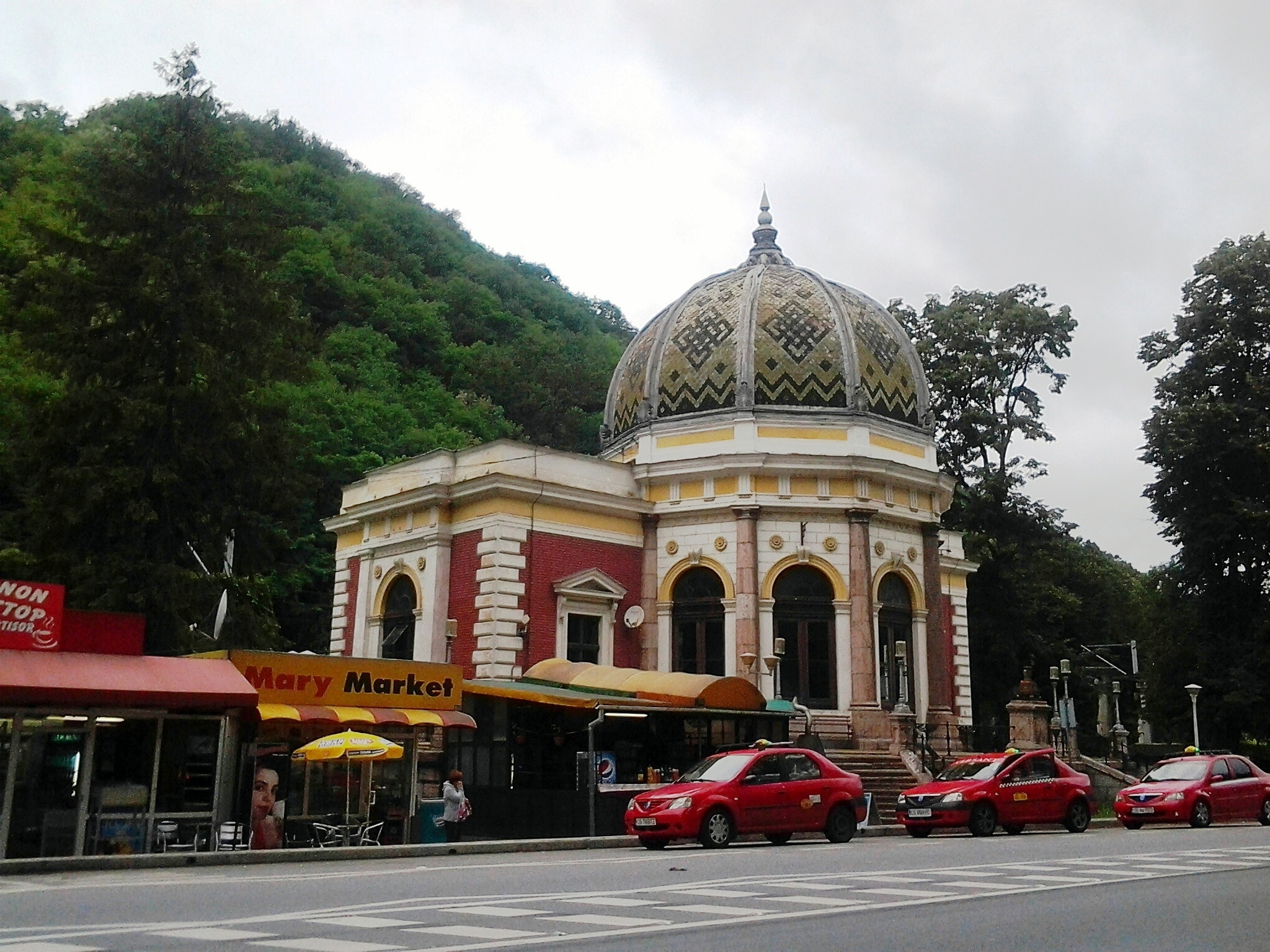
Estació de tren
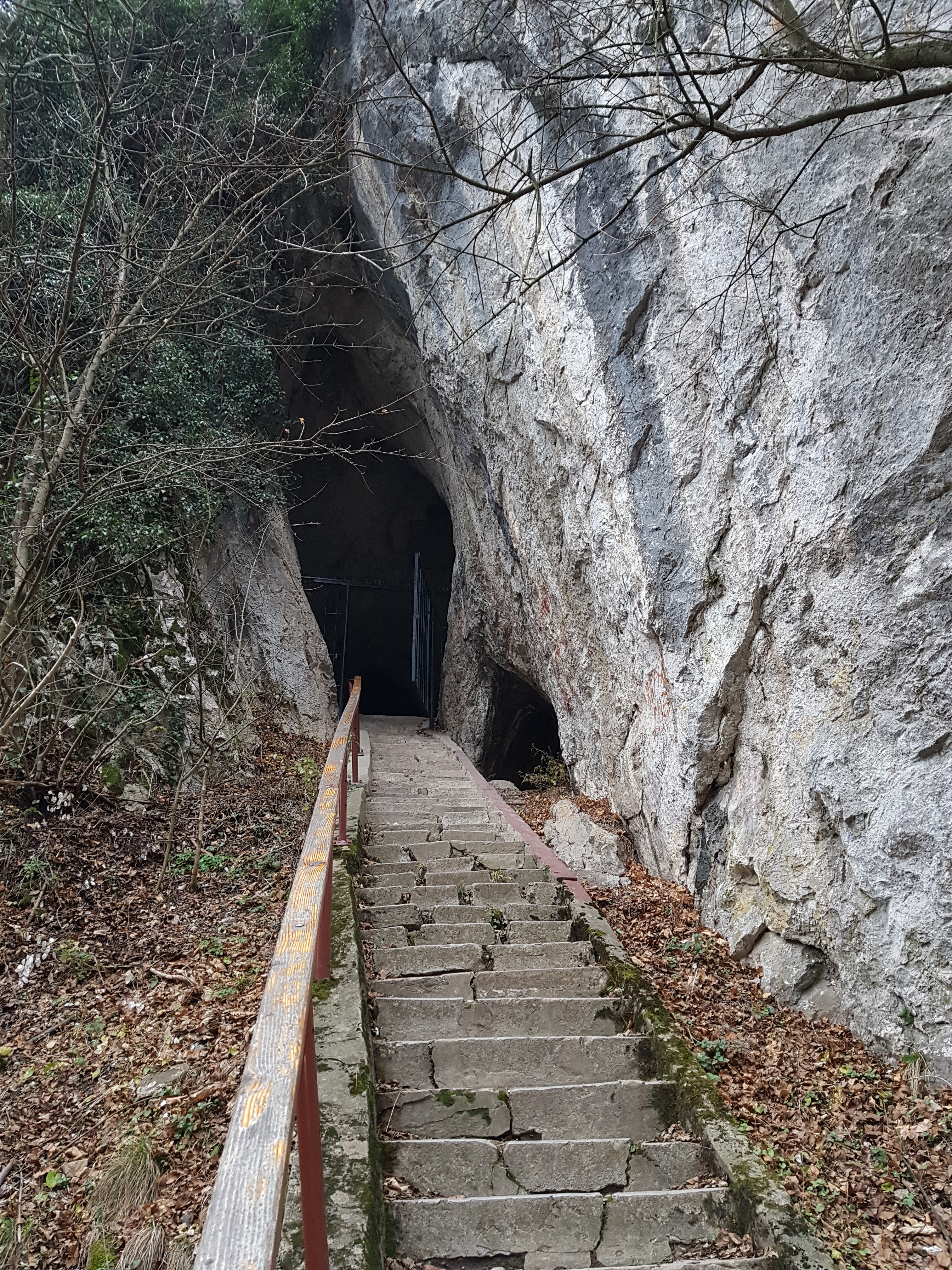
Entrada a una cova propera